# The Killing of a Chinese Bookie
The Killing of a Chinese Bookie is een Amerikaanse dramafilm uit 1976 onder regie van John Cassavetes.

## Verhaal
De eigenaar van een nachtclub staat in het krijt bij een misdaadbende. Hij krijgt van hen de opdracht op een onbeduidende Chinese bookmaker te vermoorden. De zaken blijken echter ingewikkelder dan hij dacht.

## Rolverdeling
| Acteur              | Personage          |
| ------------------- | ------------------ |
| Ben Gazzara         | Cosmo Vitelli      |
| Timothy Carey       | Flo                |
| Seymour Cassel      | Mort Weil          |
| Robert Phillips     | Phil               |
| Morgan Woodward     | Baas               |
| John Kullers        | Boekhouder         |
| Al Ruba             | Marty Reitz        |
| Azizi Johari        | Rachel             |
| Virginia Carrington | Mama               |
| Meade Roberts       | Mr. Sophistication |
| Alice Friedland     | Sherry             |
| Donna Gordon        | Margo Donnar       |
| Haji                | Haji               |
| Carol Warren        | Carol              |
| Derna Wong Davis    | Derna              |